# Isola Uši
L'isola Uši (in russo Остров Уши, ostrov Uši, in italiano "isola dagli Orecchi") è un'isola russa che fa parte dell'arcipelago dell'imperatrice Eugenia ed è bagnata dal mar del Giappone.
Amministrativamente appartiene alla città di Vladivostok, nel territorio del Litorale, che è parte del circondario federale dell'Estremo Oriente.

## Geografia

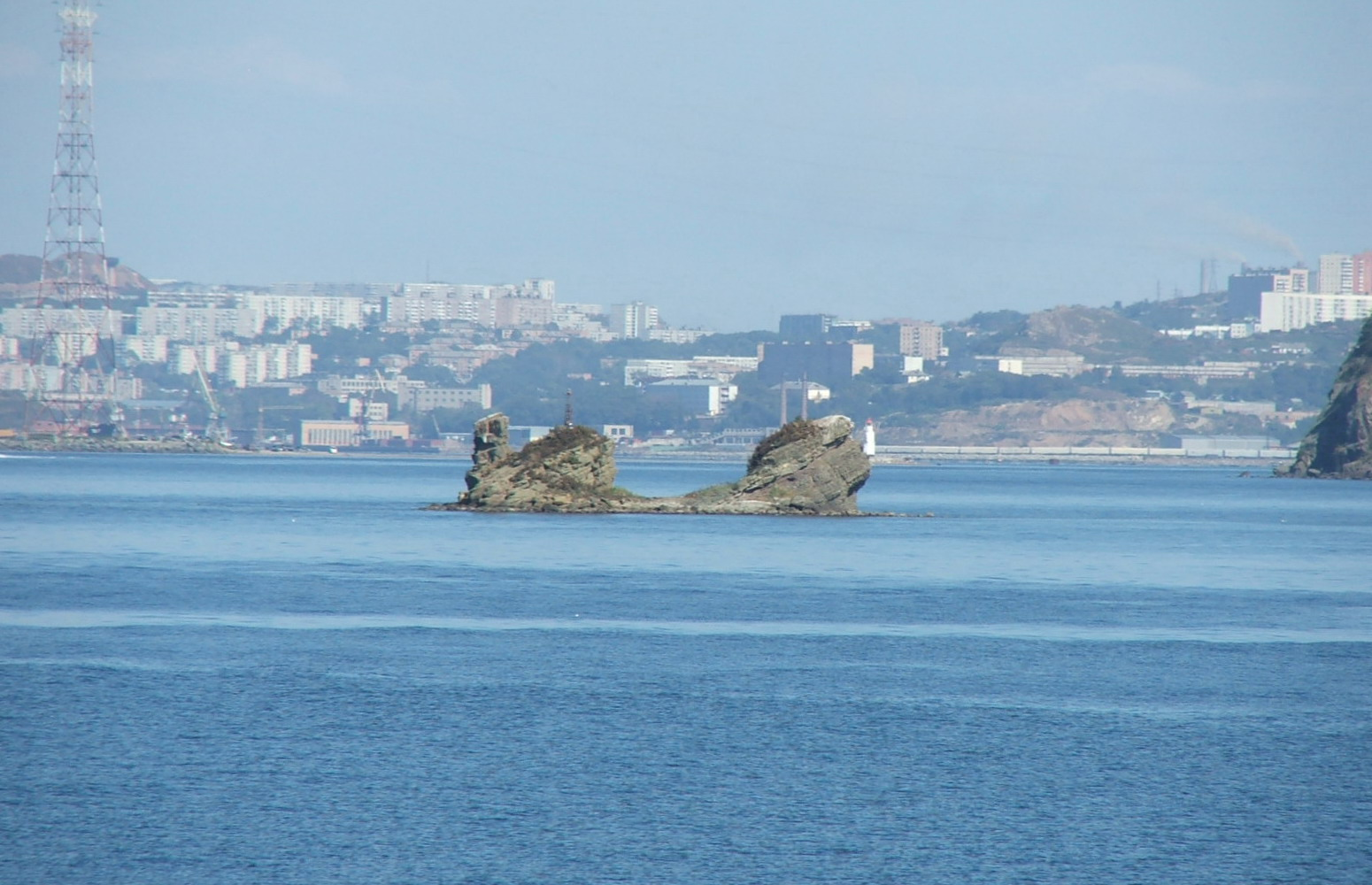
L'isolotto con Vladivostok sullo sfondo.

L'isola è bagnata dalle acque del golfo dell'Amur, ovvero la parte occidentale del più vasto golfo di Pietro il Grande; è situata 10 km a sud del centro di Vladivostok e 160 m a nord-ovest della costa nord-occidentale dell'isola Russkij, all'ingresso della lunga baia Novik (бухта Новик, buchta Novik).
L'isola Uši è un piccolo isolotto allungato, costituito da due rocce unite da un basso istmo, che gli dona appunto l'aspetto di due orecchie che spuntano dall'acqua. Per la sua forma, i locali la chiamano talvolta Oslinye Uši (Ослиные Уши), ovvero "Orecchie d'Asino". L'isolotto raggiunge una lunghezza di 45 m e una larghezza di 22 m, per un'area di soli 0,001 km². L'altezza massima è di 6 m s.l.m.
L'isola è costituita di conglomerati rocciosi e il lato rivolto verso Russkij subisce l'azione erosiva delle onde, che nel tempo hanno creato un arco. Attorno a Uši ci sono il banco marino Nachimov (Банка Нахимова, banka Nachimova) profondo 4,8 m e una cresta rocciosa che si innalza fino a 5,2 m sotto il livello del mare.
Un piccolo faro sulla roccia esterna viene utilizzato come indicatore di direzione (direzione di allineamento: 251,8° - 71,8°).